# Gardessen
 (juin 2023).
Cet article possède un paronyme, voir Gare d'Essen.
Gardessen  est un quartier de la commune de Cremlingen, dans le Land de Basse-Saxe.

## Géographie
Garessen est à environ 15 km à l'est de Brunswick.

## Histoire
Le village de Garessen est mentionnée pour la première fois dans un document en 1214, lorsque le Bonifatiusstift de Halberstadt y possède un domaine agricole. Le nom de Garessen apparaît pour la première fois en 1315. 
Le 1er mars 1974, Garessen est incorporé dans la commune de Cremlingen.

## Source, notes et références
- (de) Cet article est partiellement ou en totalité issu de l’article de Wikipédia en allemand intitulé « Gardessen » (voir la liste des auteurs).

1. ↑  (de) Statistisches Bundesamt, Historisches Gemeindeverzeichnis für die Bundesrepublik Deutschland. Namens-, Grenz- und Schlüsselnummernänderungen bei Gemeinden, Kreisen und Regierungsbezirken vom 27.5.1970 bis 31.12.1982, 1983 (ISBN 3-17-003263-1)